# استیتچ فیکس
استیتچ فیکس (انگلیسی: Stitch Fix) شرکت خرده‌فروشی آمریکایی است، که در سال ۲۰۱۱ توسط کاترینا لیک تأسیس شد.